# Bisfosfonato
Los bisfosfonatos son un grupo de medicamentos utilizados para la prevención y el tratamiento de enfermedades con resorción ósea, como la osteoporosis y el cáncer con metástasis ósea, sea éste con o sin hipercalcemia, asociadas al cáncer de mama y de próstata. También se prescriben en la enfermedad de Paget y en otras alteraciones que provocan fragilidad ósea, como la enfermedad renal crónica tratada con diálisis. Aunque son muy eficaces, en los últimos años se ha constatado un aumento en el número de casos clínicos en los que el uso de los bisfosfonatos se relaciona con la osteonecrosis de los maxilares; por ello, el odontólogo debe de estar muy alerta sobre las posibles complicaciones en los pacientes que los toman. En este sentido, será fundamental la colaboración con el oncólogo y el cirujano maxilofacial, en aquellos pacientes en tratamiento con bisfosfonatos, y tomar las medidas necesarias para la prevención de la osteonecrosis, tales como el control de caries, el empleo de prótesis atraumáticas en la zona lingual y evitar los tratamientos periodontales invasivos e implantes.

## Mecanismos de acción
Los bisfosfonatos, en particular el alendronato y el risedronato, son fármacos que han demostrado reducir las fracturas vertebrales y las del esqueleto periférico. Los bisfosfonatos reducen el recambio óseo disminuyendo el número de lugares de remodelado activo donde tiene lugar la resorción excesiva. Los principales mecanismos de acción son:
- Los bisfosfonatos más antiguos y menos potentes, como el etidronato y el clodronato, son captados por los osteoclastos y convertidos en análogos tóxicos de ATP.
- Los bisfosfonatos más potentes actúan inhibiendo la farnesildifosfato sintasa, una enzima de la vía de síntesis del colesterol a partir del mevalonato. Estos bisfosfonatos contienen nitrógeno y suprimen indirectamente el proceso de geranil-geranilación de las proteínas, lo que a su vez inhibe la actividad osteoclástica

## Bisfosfonatos orales en el tratamiento de la osteoporosis
La capacidad que tienen los bisfosfonatos para inhibir la resorción ósea hace que sean útiles en el tratamiento de la osteoporosis, en la cual existe un desequilibrio entre los procesos de formación y resorción óseas. Entre los fármacos disponibles en España para la administración por vía oral, el etidronato, el alendronato y el risedronato han demostrado reducir la incidencia de fracturas. Otros bisfosfonatos, como el ibandronato y el pamidronato también disminuyen la frecuencia de fracturas vertebrales aunque los resultados con el clodronato son dudosos.

### Etidronato
Fue el primer bisfosfonato comercializado para el tratamiento de la osteoporosis. Induce un aumento de la densidad mineral ósea, tanto en la columna como en la cadera. Se administra en una dosis única de 400 mg/día, en ciclos de 2 semanas, que se repiten cada 3 meses.

### Alendronato
El alendronato es el bisfosfonato más estudiado en el tratamiento de la osteoporosis postmenopáusica. Incrementa la densidad mineral ósea en la columna y en la cadera, y reduce la incidencia de fracturas vertebrales y periféricas en torno a un 40-50%. Se administra de manera continua, bien en una dosis diaria de 10 mg, o bien en una dosis semanal única de 70 mg. La administración semanal resulta evidentemente más cómoda que la diaria y presenta una mejor tolerancia digestiva, siendo los efectos secundarios similares a los observados en los sujetos que reciben placebo.

### Risedronato
Al igual que el alendronato, incrementa la densidad mineral ósea y ha demostrado reducir las fracturas vertebrales y de cadera. El risedronato se puede administrar en una dosis diaria de 5 mg. La administración del risedronato se asocia con menores efectos secundarios digestivos que el alendronato.

## Ibandronato
Tiene la ventaja de que puede administrarse una vez al mes por vía oral, a una dosis de 150 mg.

## Modo de administración
Los bisfosfonatos tienen baja biodisponibilidad, de manera que se absorbe sólo una pequeña parte de la dosis administrada. La presencia de alimentos u otros fármacos en el estómago reduce aún más la absorción. Por tanto, es importante administrarlos solos, separados de los alimentos. Idealmente, la administración ha de ser a primera hora de la mañana, tras el período de ayuno nocturno. Se deben ingerir con un volumen suficiente de agua para favorecer su dispersión en el estómago. Los pacientes deben evitar tomar otros líquidos o alimentos al menos durante la media hora siguiente. Además, se recomienda que no estén en decúbito durante ese período, para evitar el reflujo y la aparición de lesiones esofágicas. Cuando los hábitos de vida del paciente hagan imposible la toma antes del desayuno, se pueden administrar a media mañana o tarde, al menos dos horas después de la ingesta, pero no está firmemente establecido que la biodisponibilidad alcanzada con esa pauta de administración sea equivalente.

## Efectos secundarios
En general, los bisfosfonatos son fármacos bien tolerados cuando se administran correctamente. Los efectos secundarios relacionados con el aparato digestivo superior son los más frecuentes. Pueden incrementar ligeramente la frecuencia de erosiones y úlceras gástricas y se han descrito también algunos casos de esofagitis y estenosis esofágicas. Raramente se han descrito efectos adversos oculares como la conjuntivitis, escleritis o uveítis.
La administración continuada de etidronato puede inhibir la mineralización y causar osteomalacia focal; de ahí que se administre de manera intermitente. Los bisfosfonatos más modernos carecen de este efecto.

### Efecto paradójico
Se han asociado los bisfosfonatos con el osteonecrosis de la mandíbula. El 60 por ciento de los casos ocurrieron después de cirugía dental (del hueso) y ahora se conseja que se posponga tratamiento hasta después de la operación para evitar la infección.
Este último efecto secundario desfavorable es mucho más frecuente al usar los bisfosfonatos por via intravenosa, generalmente en Oncología, siendo su efecto acumulativo. Al quedar el hueso impregnado durante largos años, es discutible el efecto preventivo de la supresión de los mismos

## Tratamientos combinados
Los bisfosfonatos se administran casi siempre junto a suplementos de calcio y vitamina D, pues muchos pacientes con osteoporosis presentan deficiencias de estos elementos. La asociación de dos bisfosfonatos no está justificada. Sin embargo, en casos de pacientes con formas especialmente graves de osteoporosis o que sufren nuevas fracturas a pesar de la administración de bisfosfonatos, puede intentarse asociar un bisfosfonato con un fármaco con diferente mecanismo de acción, como los estrógenos o los moduladores de los receptores estrogénicos.
El uso combinado de bisfosfonatos con estimuladores de la formación ósea, como la parathormona puede resultar atractivo, al menos en teoría. Sin embargo, la administración simultánea de bisfosfonatos puede antagonizar los efectos favorables de la parathormona. En consecuencia, en la actualidad no puede recomendarse esa asociación, aunque es posible que las pautas secuenciales sean beneficiosas.

## Bisfosfonatos intravenosos
Las principales limitantes de los bisfosfonatos orales son su baja absorción y sus efectos adversos sobre el tracto digestivo, sobre todo la irritación esofágica. Además, la pauta de administración oral es incómoda para muchos pacientes y se hace imposible llevarla a cabo en enfermos encamados de forma transitoria o prolongada. Por estas razones, es importante disponer de otras vías de administración, especialmente de la vía intravenosa.
Son varios los fármacos de este grupo que se han investigado, en su formulación intravenosa, para el tratamiento de la osteoporosis. Sin embargo, no existen estudios clínicos que comparen los bisfosfonatos intravenosos y los orales, considerando como variable del resultado la reducción del riesgo de fractura.
Los efectos secundarios de los bisfosfonatos parenterales son los mismos que los de los bisfofonatos orales, exceptuando:
- Efectos derivados de la forma de administración: flebitis.
- Febrícula transitoria y escalofríos: los aminobisfosfonatos se asocian con una reacción de fase aguda autolimitada que disminuye con las siguientes dosis. Se puede evitar premedicando con paracetamol, diluyendo el fármaco en un volumen superior o aumentando el tiempo de infusión.
- Síndrome pseudogripal: suele ocurrir en los dos primeros días de la inyección. Cursa con cefalea, artromialgias y malestar general. Suele responder a analgésicos convencionales.
- Hipocalcemia: habitualmente asintomática, ocurre fundamentalmente si se administran dosis altas. Se puede evitar administrando 1 gramo de calcio al día durante los 7-14 días siguientes a la administración del bisfosfonato parenteral.

Cuando se administran bisfosfonatos intravenosos debe monitorizarse de forma periódica la creatinina plasmática, ya que puede requerirse un ajuste de la dosis o del intervalo de administración en caso de insuficiencia renal.